# St. Peter und Paul (Faistenhaar)

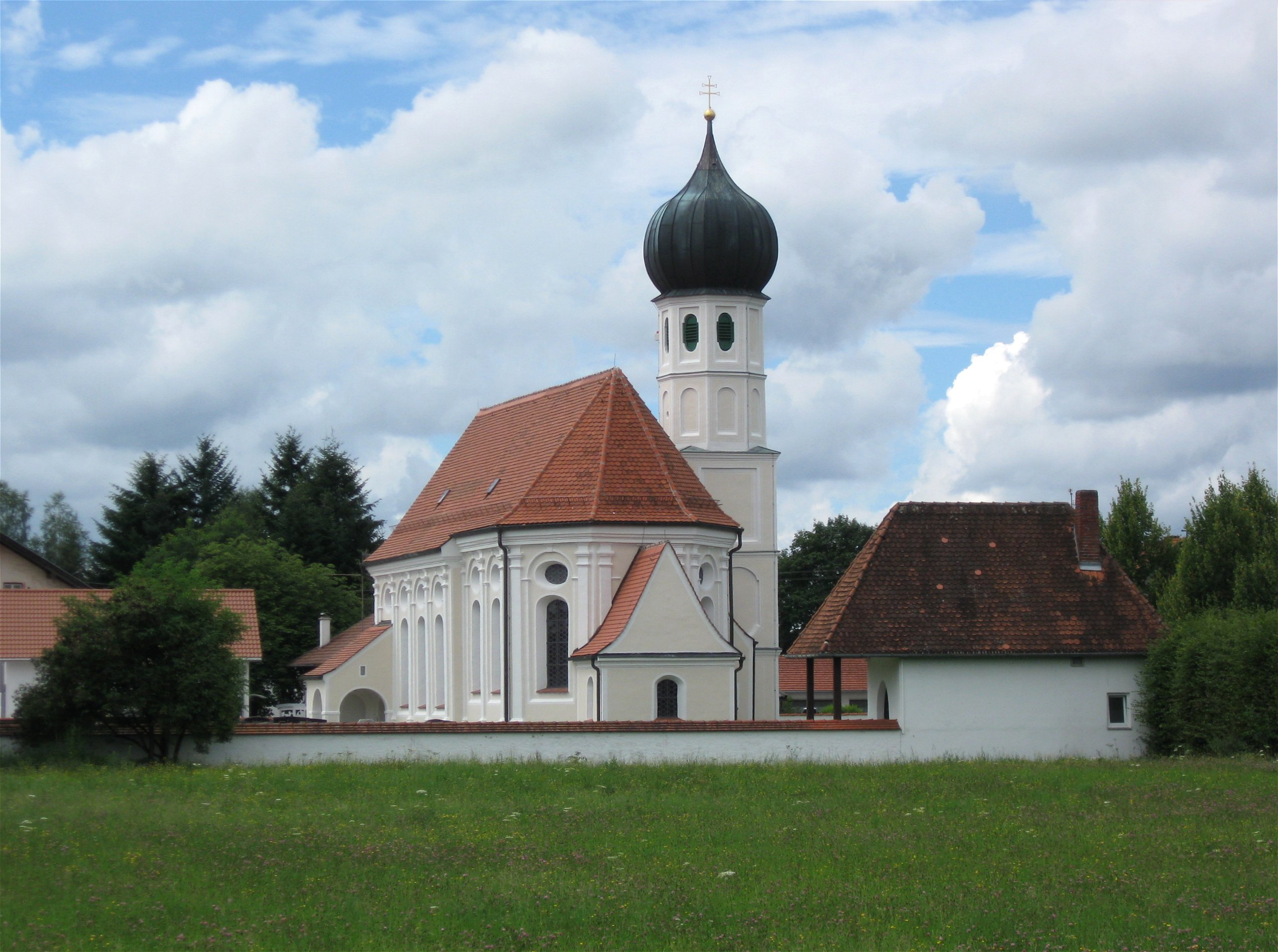
St. Peter und Paul (Faistenhaar)

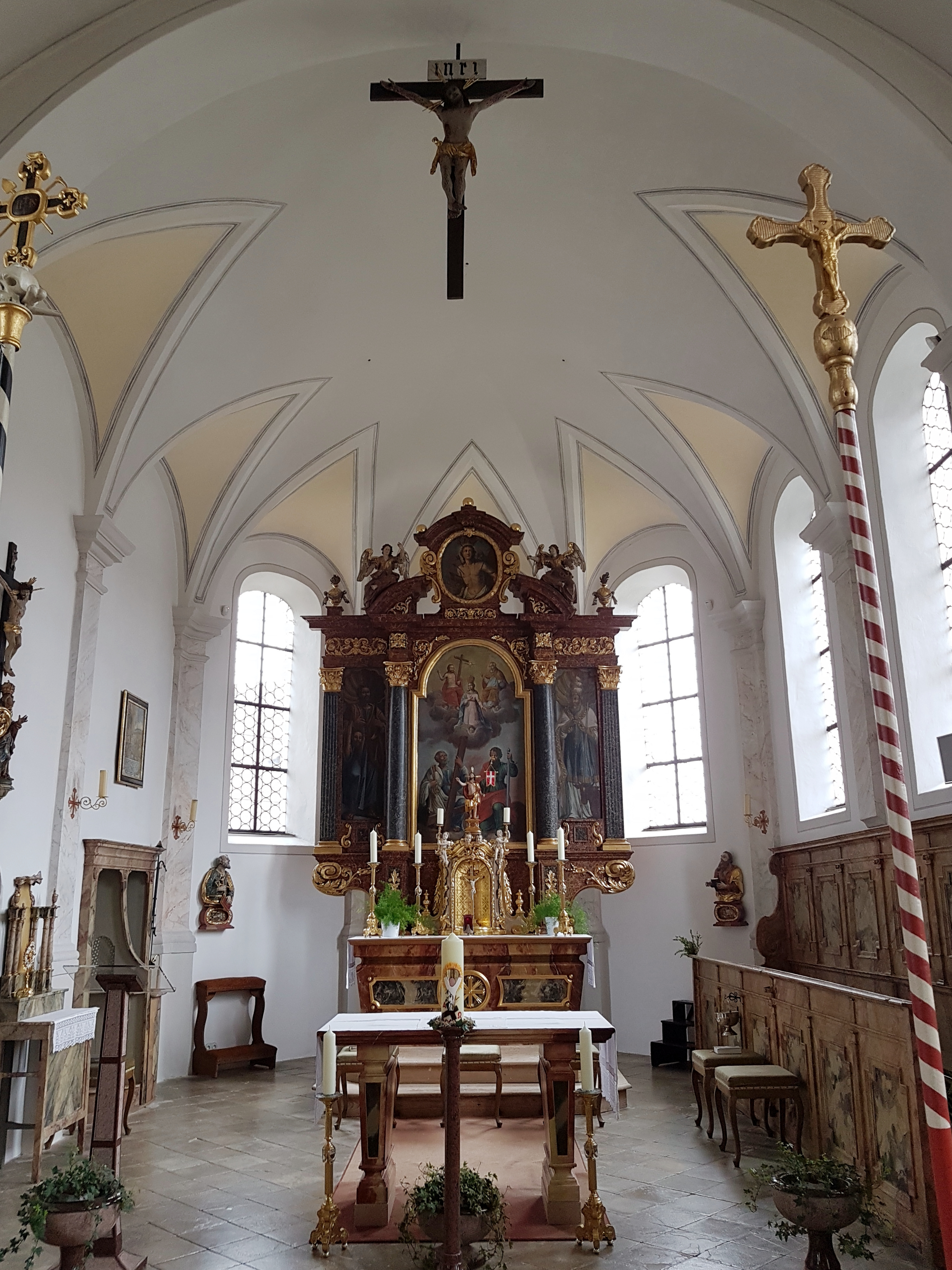
Innenraum

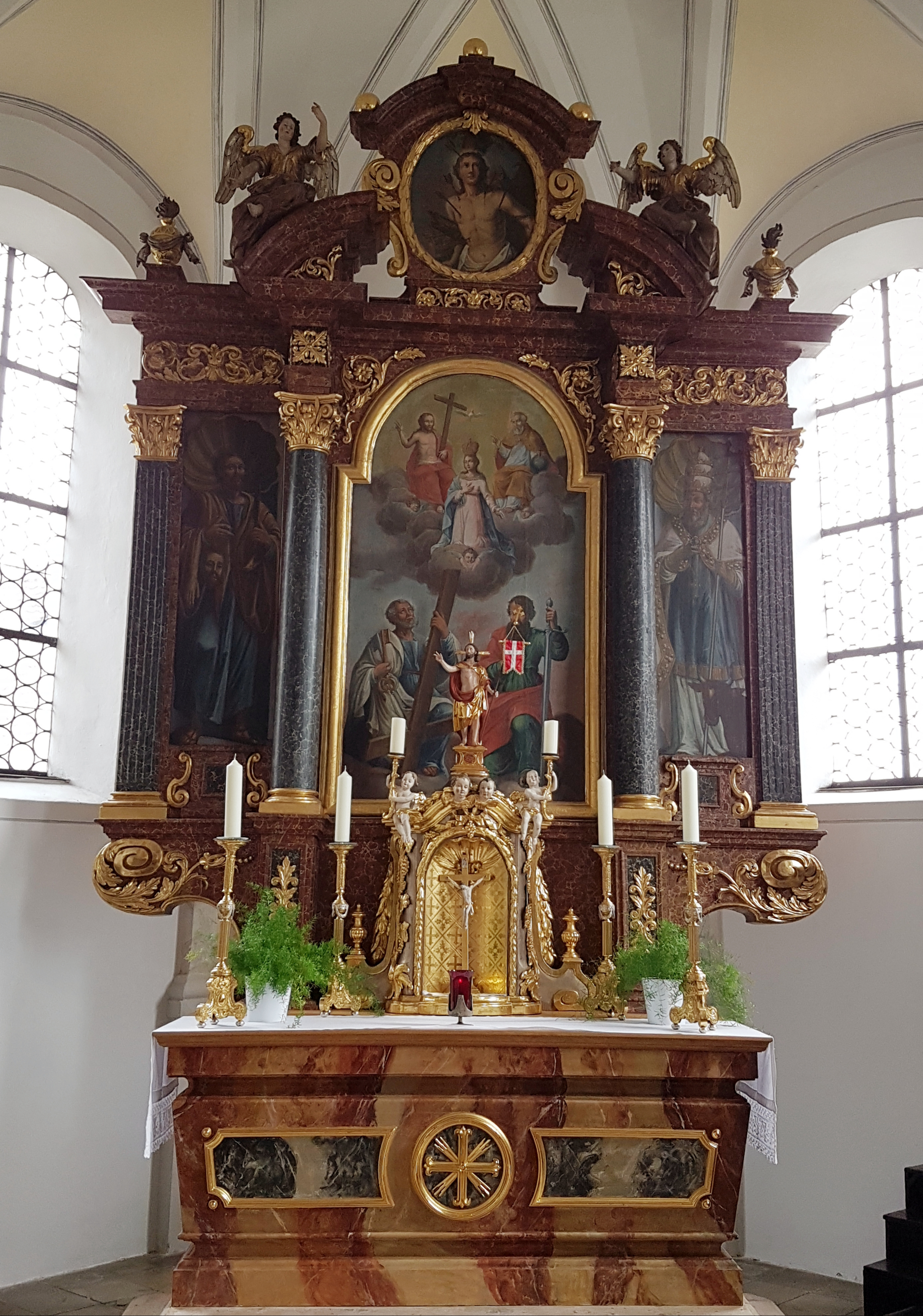
Hochaltar

Die römisch-katholische Filialkirche  St. Peter und Paul ist eine barocke Saalkirche im Ortsteil Faistenhaar von Brunnthal im oberbayerischen Landkreis München. Sie gehört zum Pfarrverband Höhenkirchen im Erzbistum München und Freising.

## Geschichte und Architektur
Die Kirche wurde 1315 erstmals erwähnt. Das heutige Bauwerk wurde ab 1683 auf der Grundlage einer älteren Kirche, deren Reste eventuell noch im Turmerdgeschoss erhalten sind, in der Art Johann Mayr des Älteren aus Aibling neu erbaut und im Jahr 1735 geweiht. Die Sakristei wurde 1750 erbaut. Eine Renovierung erfolgte in den Jahren 1985–1988. Im Jahr 2011 wurde eine Restaurierung der Kirche wegen Putzschäden erforderlich.
Die Kirche ist ein vierjochiger Saalbau mit dreiseitig schließendem, eingezogenem Chor, sowie mit einem Nordturm, der mit oktogonalem Aufbau und einer voluminösen Zwiebelhaube abgeschlossen ist. Am Chorscheitel ist die Sakristei mit Satteldach und Giebel angebaut. Außen ist das Langhaus durch Rundbogennischen zwischen toskanischen Pilastern und hohen Rundbogenfenstern gegliedert, über denen Ovalnischen angeordnet sind. Der Turm ist durch rundbogige und rechteckige Felder gegliedert.
Innen sind der Chor und das Langhaus durch flache Tonnengewölbe mit Stichkappen über einer Pilastergliederung abgeschlossen.

## Ausstattung
Der Hochaltar stammt aus der Zeit 1720/1730 und ist mit einem Ölgemälde von Gustav Kitzinger aus dem Jahr 1874 versehen, das die Kirchenpatrone vor der Marienkrönung zeigt. Die übrigen Gemälde mit Darstellungen des heiligen Bartholomäus, des heiligen Papstes Sylvester und des heiligen Sebastian sind barocken Ursprungs.
Der nördliche Seitenaltar aus der Zeit um 1690/1700 ist mit Schnitzfiguren der Muttergottes, flankiert von Figuren des heiligen Papstes Sylvester und eines Bischofs mit Messer aus dem 17. Jahrhundert ausgestattet. Der südliche Seitenaltar aus der Zeit um 1720 wurde später verändert und mit einer Figur des heiligen Korbinian aus dem 17. Jahrhundert versehen, die links ehemals von einer Figur des heiligen Johannes Evangelista begleitet wurde. Diese stammt wie die Figuren des Altarauszugs (die Heiligen Florian, Sebastian und Laurentius) aus der ersten Hälfte des 16. Jahrhunderts.
Im Chor stehen Halbfiguren der Heiligen Petrus und Paulus aus der ersten Hälfte des 18. Jahrhunderts auf Konsolen. Die Kanzel wurde um 1686 geschaffen und wurde im Jahr 1789 aus Arget hierher übertragen. Eine Votivtafel der Perlacher mit Sylvesterwallfahrt stammt aus dem Jahr 1709.
An der unteren Emporenbrüstung befinden sich hochbarocke Apostelbilder um 1683.

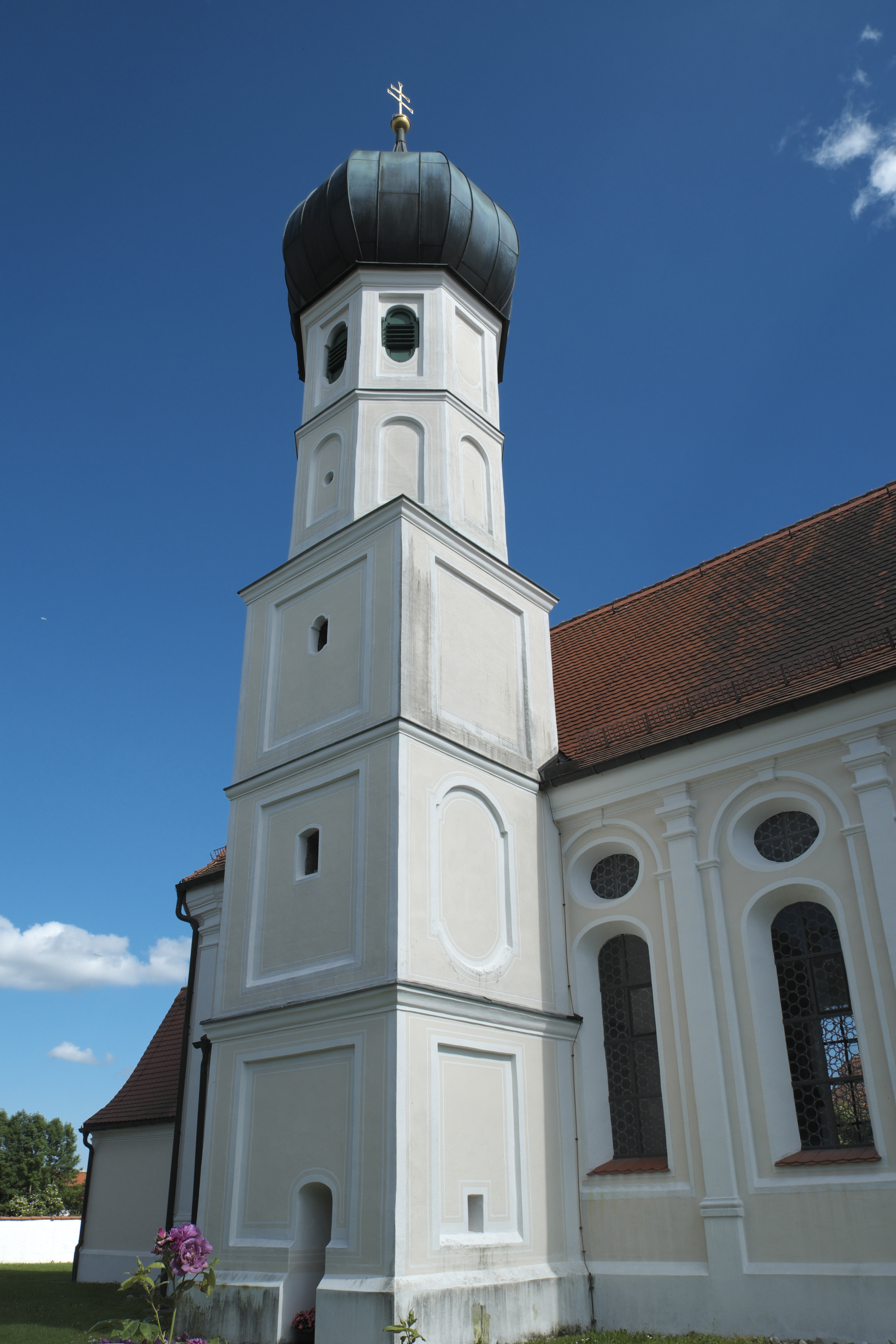
Turm
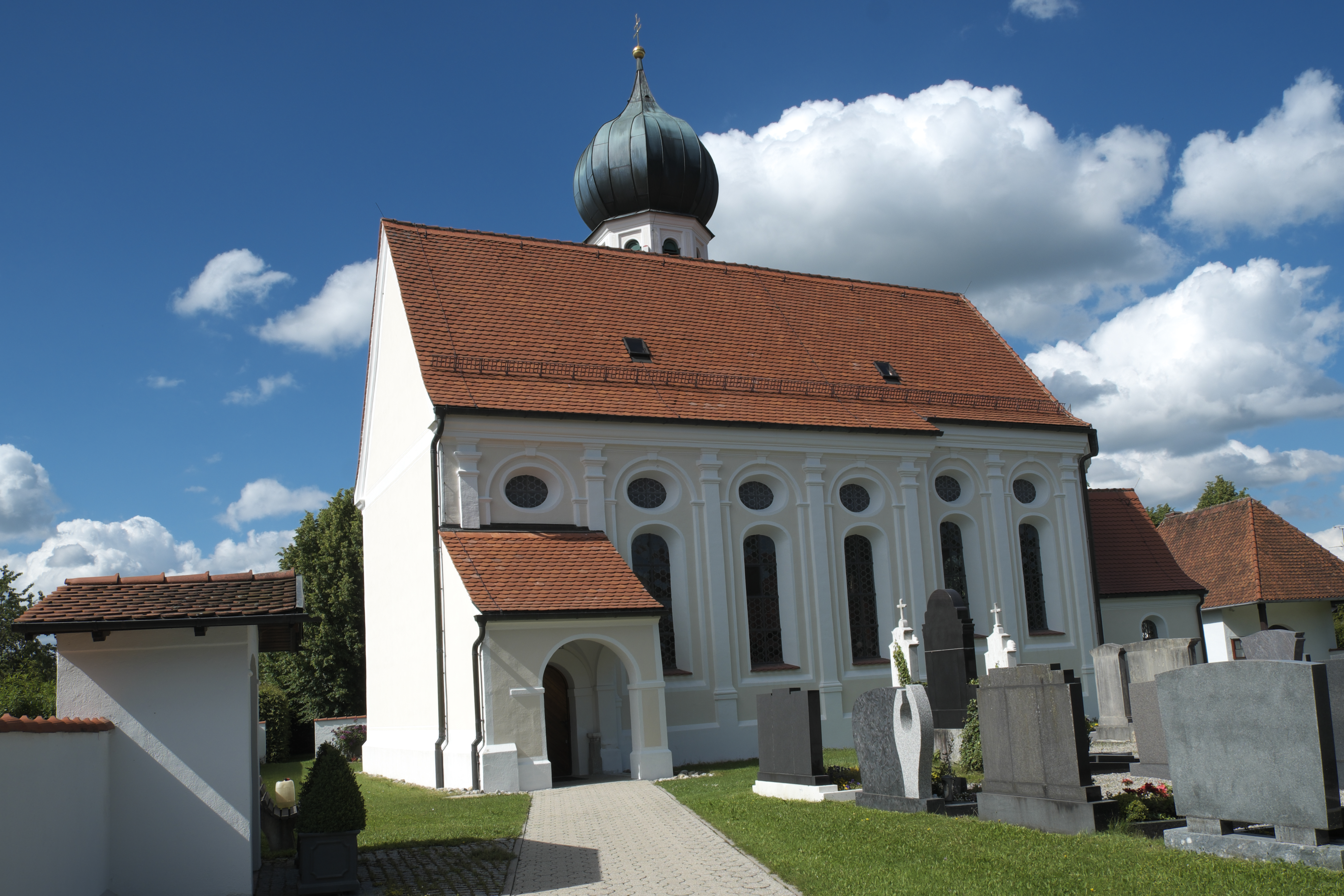
Ansicht nach Nordost
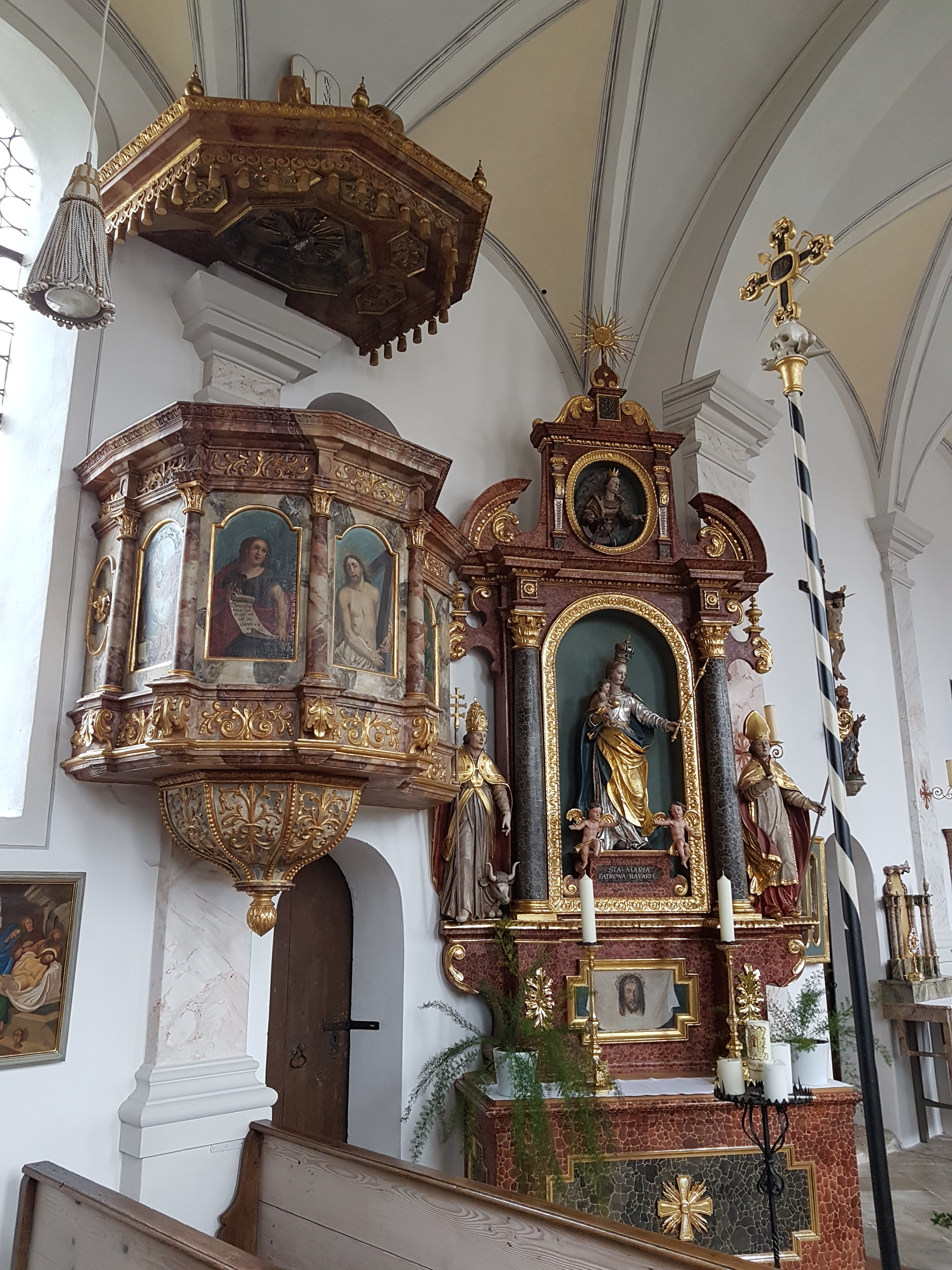
Kanzel und Seitenaltar
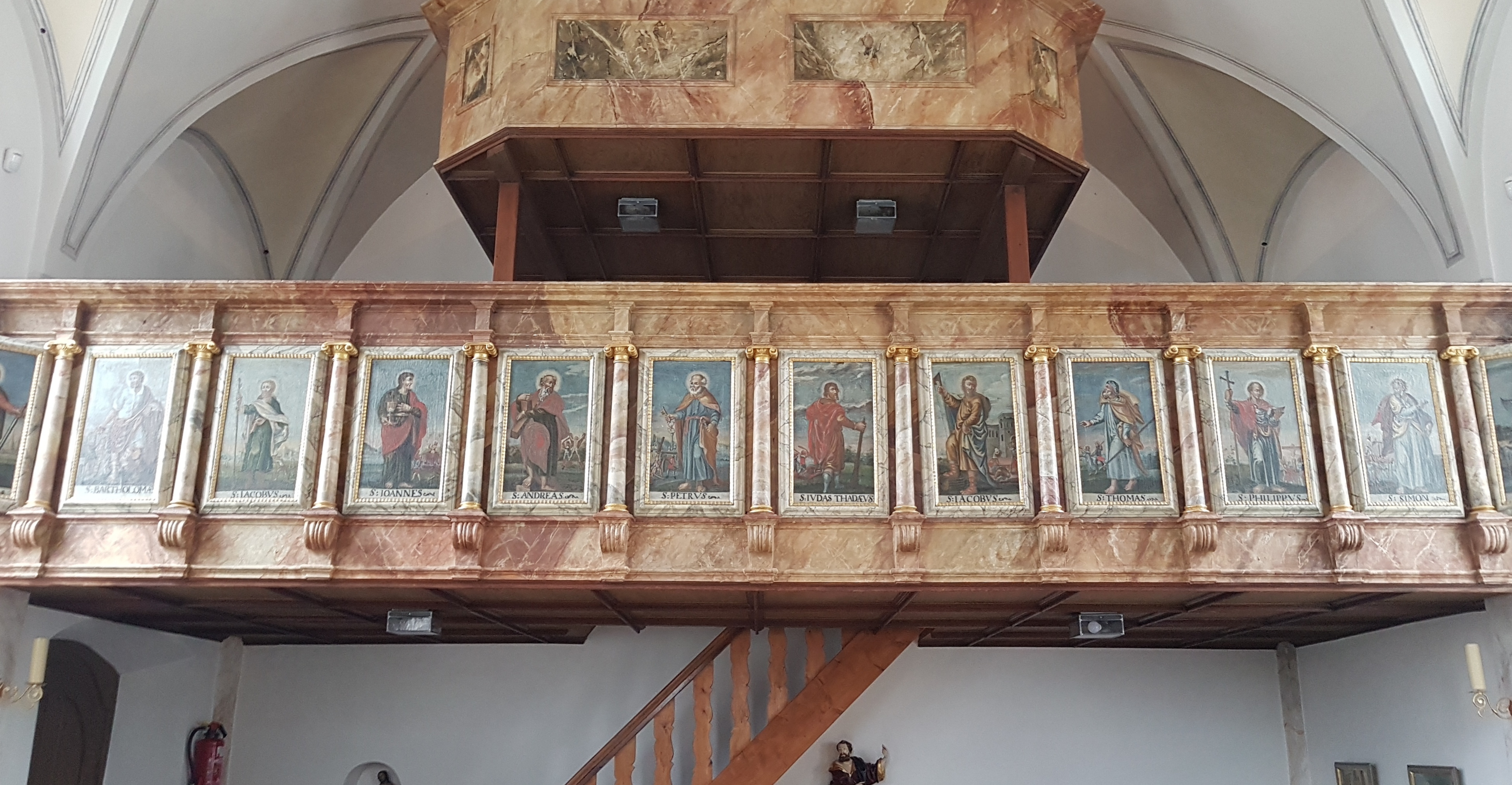
Empore